# The Black Rider
The Black Rider es el decimosegundo álbum de estudio del músico estadounidense Tom Waits, publicado en 1993 por Island Records. 
El álbum incluye versiones de estudio de canciones compuestas para la obra de teatro The Black Rider, dirigida por Robert Wilson y coescrita con  William S. Burroughs. La obra está basada en la historia germana Der Freischütz, que fue convertida con anterioridad en ópera por Carl Maria von Weber. La obra se estrenó el 31 de marzo de 1990 en el Thalia Theatre de Hamburgo, Alemania.
Waits contribuyó años después con Wilson en las obras Alice (1992) y Woyzeck (2000), cuya música sería publicada en 2002 en los álbumes Alice y Blood Money respectivamente.
Las canciones "Chase the Clouds Away" e "In The Morning", incluidas en la obra teatral, no fueron publicadas en el álbum.

## Lista de canciones
Todas los temas compuestos por Tom Waits excepto donde se anota.
1. "Lucky Day (Overture)" – 2:27
  - Tom Waits: voz y calíope
  - Ralph Carney: saxofón
  - Bill Douglas: bajo
  - Kenny Wollesen: percusión
  - Matt Brubeck: chelo
  - Joe Gore: banjo
  - Nick Phelps: corno francés
  - Kevin Porter: trombón
2. "The Black Rider" – 3:21
  - Greg Cohen: bajo, percusión, banjo y viola
  - Tom Waits: órgano y voz
3. "November" – 2:53
  - Tom Waits: voz, piano y banjo
  - Greg Cohen: bajo y acordeón
  - Don Neely: sierra
4. "Just the Right Bullets" – 3:35
  - Matt Brubeck: chelo
  - Kenny Wollesen: percusión
  - Joe Gore: banjo
  - Ralph Carney: clarinete
  - Tom Waits voz y piano
  - Larry Rhodes: fagot
  - Bill Douglas: bajo
  - Francis Thumm: órgano
5. "Black Box Theme" (instrumental) – 2:42
  - Tom Waits: chamberlin
  - Don Neely: sierra
  - Bill Douglas: bajo
  - Matt Brubeck: chelo
  - Kenny Wollesen: percusión
  - Nick Phelps: corno francés
  - Larry Rhodes: fagot
  - Joe Gore: banjo
6. "'T' Ain't No Sin" (Walter Donaldson / Edgar Leslie) – 2:25
  - William S. Burroughs: voz
  - Tom Waits: marimba y E-mu Emax
  - Greg Cohen: clarinete y Emax
7. "Flash Pan Hunter/Intro" (instrumental) – 1:10
  - Henning Stoll: contrafagot
  - Stefan Schäfer: bajo
  - Volker Hemken: clarinete
8. "That's the Way" (música: Waits, letra: Burroughs) – 1:07
  - Hans-Jorn Braudenberg: órgano
  - Henning Stoll: viola
  - Stefan Schäfer: bajo
  - Volker Hemken: clarinete
  - Tom Waits: voz
9. "The Briar and the Rose" – 3:50
  - Hans-Jorn Braudenberg: órgano
  - Henning Stoll: viola
  - Stefan Schäfer: bajo
  - Volker Hemken: clarinete
  - Tom Waits: voz
10. "Russian Dance" (instrumental) – 3:12
  - Tom Waits: Emax
  - Matt Brubeck: chelo
  - Linda Deluca: viola
  - Bill Douglas: bajo
  - Kathleen Brennan, Clive Butters, Tom Waits, Francis Thumm, Joe Marquez: botas
11. "Gospel Train/Orchestra" (instrumental) – 2:33
  - Linda Deluca: viola
  - Nick Phelps: corno francés
  - Larry Rhodes: fagot
  - Kevin Porter: trombón
  - Ralph Carney: clarinete
  - Joe Gore: guitarra
  - Kenny Wollesen: percusión
  - Bill Douglas: bajo
  - Matt Brubeck: chelo
12. "I'll Shoot the Moon" – 3:51
  - Kevin Porter: trombón
  - Francis Thumm: órgano
  - Bill Douglas: bajo
  - Ralph Carney: saxofón
  - Kenny Wollesen: percusión y marimba
  - Joe Gore: guitarra
  - Matt Brubeck: chelo
  - Tom Waits: voz
13. "Flash Pan Hunter" (música: Waits, letra: Burroughs) – 3:10
  - Ralph Carney: clarinete
  - Matt Brubeck: chelo
  - Joe Gore: banjo
  - Larry Rhodes: fagot
  - Bill Douglas: bajo
  - Francis Thumm: órgano
  - Kenny Wollesen: percusión
  - Don Neely: sierra
  - Tom Waits: voz
14. "Crossroads" (música: Waits, letra: Burroughs) – 2:43
  - Tom Waits: voz, guitarra y chamberlín
  - Greg Cohen: bajo
  - Gerd Bessler: viola
15. "Gospel Train" – 4:43
  - Tom Waits: voz, conga y log drum
  - Greg Cohen: bajo y percusión
  - Ralph Carney: clarinete
  - Bill Douglas: bajo
16. "Interlude" (Greg Cohen) (instrumental) – 0:18
  - Henning Stoll: fagot
  - Christoph Moinian: corno francés
  - Volker Hemken: clarinete
17. "Oily Night" – 4:23
  - Matt Brubeck: chelo
  - Kenny Wollesen: percusión
  - Bill Douglas: bajo
  - Ralph Carney: saxofón y clarinete
  - Nick Phelps: corno francés
  - Kevin Porter: trombón
  - Larry Rhodes: contrafagot
  - Joe Gore: banjo y guitarra
  - Linda Deluca: viola
18. "Lucky Day" – 3:42
  - Tom Waits: voz y órgano
  - Bill Douglas: bajo
  - Ralph Carney: trompa barítono
  - Matt Brubeck: chelo
  - Kenny Wollesen: percusión
  - Joe Gore: guitarra
19. "The Last Rose of Summer" – 2:07
  - Tom Waits: voz, órgano y chamberlín
  - Greg Cohen: bajo
20. "Carnival" (instrumental) – 1:15
  - Tom Waits: chamberlín y Emax
  - Greg Cohen: bajo